# Pawelce (Jasionówka)
Pawelce – część wsi Jasionówka w Polsce, położona w województwie podlaskim, w powiecie monieckim, w gminie Jasionówka.
W latach 1975–1998 Pawelce administracyjnie należały do województwa białostockiego.
Pawelce są częścią obecnej wsi gminnej Jasionówka położonej w województwie podlaskim przy dawnym trakcie Warszawa - Wilno. Przez wieki swojego istnienia Jasionówka i Pawelce należały kolejno do rodów: Kurzenieckich, Grajewskich, Ważyńskich, Kuczyńskich, Starzeńskich, Wołłowiczów, Miączyńskich, a pod koniec XIX wieku była to własność rosyjskiego generała Ludersa.

W XIX wieku Jasionówka była małym miasteczkiem z prostokątnym rynkiem, przy którym od południa wybudowane były budynki mieszkalne, a od północnej stał murowany kościół parafialny pw. Świętej Trójcy z XVII wieku. Ostatnim przed II wojną światową mieszkańcem dworu jasionowskiego i właścicielem majątku był Marcin Abramowicz. W latach trzydziestych XX w. Jasionówka liczyła 1879 mieszkańców, w tym 1279 Żydów i 11 Tatarów. Po wojnie pozostało jedynie 400 Polaków i Tatarzy.
Wierni kościoła rzymskokatolickiego należą do parafii Świętej Trójcy w Jasionówce.